# 瀬口たかひろ
瀬口 たかひろ（せぐち たかひろ、男性、1971年3月16日 - ）は、日本の漫画家。福岡県出身。大分大学卒業。

## 人物
『オヤマ! 菊之助』で少年誌デビューする以前はまついもとき名義で成人漫画を描いていた。
現在も九州在住で、アビスパ福岡と福岡ソフトバンクホークスのファンである。特にアビスパについては自身の作品で登場するクラブのモデルにするほどである。
作中にP-MODELやSOFT BALLETといったバンド名の文字が書かれているシーンがある。
かつては自身の公式サイトに、野球やサッカーの話題専用の掲示板を設けていたほどのスポーツファンであった。

## 作品リスト

### 連載作品
- オヤマ! 菊之助（1996年 - 2001年、『週刊少年チャンピオン』、全25巻）
- 恋愛出世絵巻 えん×むす（2002年 - 2003年、『週刊少年チャンピオン』、全6巻）
- アイはカゲロウ（2005年 - 2006年、『月刊マガジンZ』、全2巻）
- あみーご×あみーが（2005年 - 2006年、『ヤングガンガン』、全2巻）
- オレたま 〜オレが地球を救うって!?〜（原作：原田重光、2006年 - 2010年 、『ヤングアニマル嵐』、全6巻）
- 僕のアイドロイド（2008年 - 2009年、『ヤングガンガン』→『増刊ヤングガンガン』、全1巻）
- 死に至る病（原作：朝田光、2009年、『ヤングアニマル』、全2巻）
- 福岡侍（2010年 - 2011年、『ヤングアニマル嵐』、全1巻）
- 大好きです!!魔法天使こすもす（原作：水無月すう、2010年8月 - 2013年3月、『ヤングエース』、全7巻）
- ゆりキャン 〜ゆりかのキャンパスライフ〜（原作：原田重光、2011年 - 2013年、『ヤングアニマル』、全5巻）
- たまたまオトメ 〜少年が少女になる時〜（原作：原田重光、2011年 - 2013年、『ヤングアニマルあいらんど』、全2巻）
- Re:まりな（原作：原田重光、2013年 - 2015年、『ヤングアニマル』、全6巻）
- イロモンガール（原作：ラリー遠田、2015年 - 2016年、『ヤングアニマル』、全2巻）
- ヒミツのイビツ Smells Like Teen XXX（『ヤングチャンピオン烈』、2015年 - 2016年、全1巻）
- オヤマ!キクノスケさん（『ヤングチャンピオン烈』、2016年 - 2018年、全3巻） ※「オヤマ! 菊之助」の続編
- 漫画家接待ごはん（『月刊少年エース』、2016年 - 2018年、全3巻）
- ガールフレンド（仮） 村上文緒編 〜Secret Smile〜（原作：サイバーエージェント、キャラクター原案：QP:flapper、『ガールフレンド（仮）マガジン』、2014年 - 2016年、全1巻）
- ガーリー・エアフォース（原作：夏海公司、キャラクター原案：遠坂あさぎ、『月刊少年エース』、2018年 - 2019年、全2巻）
- うぶな27才とむくな11才（『コミックNewtype』、2019年 - 2021年、全2巻）
- 織津江大志の異世界クリ娘サバイバル日誌（原作：KAKERU、『マンガクロス』、2020年 - 、既刊10巻）
- ラスボスラブデス/ラスボスラブデス（原作：桑島由一、『マンガクロス』、2023年8月1日[2] - 2024年12月3日[3]、全3巻）

### 読みきり
- 電撃ガンダムW（1996年、メディアワークス）
- このこタコのこ（2005年、『ガンガンWING』）
- Wan♥Wanキャットファイター（2006年、『ヤングアニマルあいらんど』）
- たんぽぽ（2008年、『ヤングチャンピオン烈』）
- 花と現実（2009年、『ヤングチャンピオン烈』）

### まついもとき名義
- 高校教師物語（1994年、司書房）
- 高校教師物語 2（1995年、司書房）
- チャット式恋愛術（1996年、コアマガジン）
  - 2000年発売の判型が変更されたものでは瀬口たかひろ名義となっている。
- 高校教師物語Remix（2000年、海王社）
- アフタヌーンポトフ（2001年、コアマガジン）
- 真・高校教師物語（2006年、司書房）

### ゲーム
- パンドラMAXシリーズVOL.4 Catch! 〜気持ちセンセーション〜（キャラクターデザイン）
- スイートレガシー（キャラクターデザイン、コミック版）

## アシスタント
- 前田君
- 柏木志保[4]